# Efim Wechsler
Efim (Ernst) Wechsler, född 19 januari 1883 i Chişinău i nuvarande Moldavien, då i guvernementet Bessarabien i Ryssland, död 1962 i Rio de Janeiro i Brasilien, var en ingenjör och företagsledare. 
Efim Wechsler, som var jude, lämnade det pogromhärjade Chisinau, flyttade till Tyskland omkring år 1900 och blev tysk medborgare 1931. I Berlin drev han en egen ingenjörsfirma och från 1923 också en verkstad. Samma år förvärvade han ett hyreshus i stadsdelen Kreuzberg. Med kompanjonen Paul Hennig etablerade han 1929 metallvaruföretaget Wechsler und Hennig. Fabriken låg först på Reichenbergerstrasse i Kreuzberg, men flyttade 1931 två gator upp till Wassertorstraße 14. Wechsler köpte 1937 ut kompanjonen Paul Hennig.
Efim Wechsler var gift med Gitlia (död omkring 1922) och far till Ilse Wechsler Kauf (1913-90). Nazisternas maktövertagande 1933 och den därpå inledda ariseringspolitiken och judeförföljelserna fick till följd att myndigheterna drog in det tyska medborgarskapet för Efim Wechsler och hans dotter Ilse i juni 1935. Ilse emigrerade kort därefter till Brasilien. Myndigheterna lät också tvångsförvalta Efim Wechslers fastighet. Huset såldes senare på exekutiv auktion 1940.[källa behövs] Efter kristallnatten i november 1938 förklarade den tyska polisen att Efim Wechsler inte längre var önskvärd i Tyskland och uppmanades att lämna landet. 
Efter detta var Wechsler tvingad att sälja sitt företag. Han överlät det till den tyske medborgaren Walter Sommerlath som återvänt från Brasilien, enligt en överenskommelse ingången juridiskt i São Paulo i Brasilien. Omständigheterna vid dess tillkomst är inte klarlagda. Företaget, sannolikt kraftigt undervärderat, byttes mot en av Walther Sommerlath och hans hustru ägd andel av den brasilianska kaffeplantagen Fazenda Santa Jouaquina samt en andel i ett markföretag i Brasilien, värderade till ett pris av 25 000 riksmark. Påtvingad utförsäljning av judiska företag var ett led i den "arisering", som nazisterna hade inlett efter maktövertagandet 1933. 
I april 1939 lämnade Efim Wechsler Tyskland med en båt till Brasilien som statslös och utan pengar, sedan hans återstående medel i Tyskland av staten överförts till ett spärrat konto. Han etablerade sig först i São Paulo och senare i Rio de Janeiro, där han 1943 kunde öppna en verkstad. Omedelbart efter sin ankomst till Brasilien överlät Wechsler andelen i kaffeplantagen till en svåger till Alice Sommerlath, oklart till vilket pris. Efim Wechsler, och dottern Ilse, blev 1950 brasilianska medborgare, för Efims del hans tredje medborgarskap. 
Efim Wechsler begärde hos Wiedergutmachungsamt 1949 ersättning för det konfiskatoriska övertagandet av hans hyreshus i Tyskland. Det hela slutade med en uppgörelse utanför domstolen, och Wechsler fick en ersättning motsvarande endast 900 D-mark. Han framställde förmodligen inte skadeståndskrav för fabriken. Varken tyska staten eller familjen Sommerlath har velat ge honom ersättning.